# Carlo Bergonzi (lutnik)
Carlo Bergonzi (ur. ok. 1683 w Cremonie, zm. 1747 tamże) – włoski lutnik, uważany za najwybitniejszego przedstawiciela kremońskiej szkoły lutniczej.

## Życiorys
Był uczniem Giuseppe Giovanniego Guarneriego. Współpracował z Antonio Stradivarim. Od około 1720 roku działał jako samodzielny lutnik. Jego instrumenty, oparte na modelach Stradivariego i Nicoli Amatiego, reprezentują najwyższy poziom. Najlepsze jego skrzypce datowane są na lata 30. XVIII wieku.
Lutnikiem był również jego syn Michel Angelo oraz wnukowie Nicola, Carlo i Benedetto.